# L'Ennemie (film)
Pour le film américain de Fred Niblo sorti en 1927, voir L'Ennemie (film, 1927).
Pour plus de détails, voir Fiche technique et Distribution.
L'Ennemie (La nemica) est un film italien réalisé par Giorgio Bianchi et sorti en 1952. C'est une adaptation de la pièce de théâtre La nemica de Dario Niccodemi présentée en 1916.
Avec 5 millions d'entrées en Italie à sa sortie, le film se place 4e du box-office Italie 1952.

## Synopsis
Roberto et Gastone sont élevés comme des frères, en réalité le premier est le fils illégitime du duc, qui sur son lit de mort a demandé à sa femme Anna de l'accepter comme son fils. Si tous apprécient le bon cœur et la générosité de Roberto, seule Anna lui est hostile, car elle n'accepte pas l'idée que le titre et les biens passent à son fils illégitime et non à son fils Gastone. La duchesse a également l'intention de marier son fils Gastone à Fiorenza, la fille d'un diplomate, mais la jeune fille s'intéresse à Roberto, tout comme l'intrigante Marta, fille du notaire de la famille et donc au courant de leurs secrets.
Roberto est également amoureux de Fiorenza et souffre du comportement hostile de sa mère, dont il ne comprend pas la raison. Marta, qui connaît les secrets de famille, fait comprendre à Roberto que sa naissance n'est pas légitime. Roberto, ayant mal compris le sous-entendu, affronte sa mère pour lui dire qu'il l'aime d'autant plus qu'il est le fils de son amour illégitime. Anna est obligée de lui révéler qu'il n'est pas son fils. Désespéré, Roberto part à la guerre, suivi de son frère Gastone, qui s'y fait tuer.
Anna n'a plus qu'un seul fils, l'illégitime Roberto, qu'elle accepte enfin comme le sien et avec lequel elle partage le souvenir poignant de Gastone.

## Fiche technique
- Titre original italien : La nemica[1]
- Titre français : L'Ennemie ou Je suis un bâtard[2]
- Réalisateur : Giorgio Bianchi, assisté de Fede Arnaud
- Scénario : Giorgio Bianchi, Ermanno Donati (it), Sergio Donati, Alberto Vecchietti (it) d'après la pièce de théâtre homonyme de Dario Niccodemi présentée au Teatro Manzoni de Milan le 27 mars 1916
- Photographie : Carlo Montuori
- Montage : Mario Serandrei
- Musique : Carlo Rustichelli, orchestre de Fernando Previtali
- Décors : Mario Chiari
- Production : Ermanno Donati, Luigi Carpentieri
- Sociétés de production : Athena cinematografica
- Pays de production :  Italie
- Langue originale : italien
- Format : Noir et blanc - 1,37:1 - Son mono - 35 mm
- Durée : 80 minutes
- Genre : Mélodrame
- Dates de sortie :
  - Italie : 26 novembre 1952
  - France : 31 mars 1954

## Distribution
- Elisa Cegani : Duchesse Anna di Nemi
- Frank Latimore : Roberto
- Cosetta Greco : Marta
- Vira Silenti : Fiorenza
- Jacques Verlier (sous le nom de « Giacomo Verlier ») : Gastone, fils de la duchesse
- Ada Dondini : Grand-mère
- Carlo Ninchi : Monseigneur
- Luigi Cimara : Lord John Lumb
- Sandro Franchina : Roberto enfant
- Filippo Scelzo : Notaire Ragaldi
- Sandro Ruffini :
- Enzo Maggio :
- Roberto Spiombi :
- Sophie Venek :
- Dina Bini :